# Luis Irizarry Pabón
Luis Manuel Irizarry Pabón (Ponce, Puerto Rico, 12 de noviembre de 1958) es un médico y político puertorriqueño del Partido Popular Democrático. Electo como alcalde del Municipio Autónomo de Ponce para el cuatrienio 2021-2025, está suspendido del cargo desde noviembre de 2023 en espera de un juicio por cargos de enriquecimiento injustificado y violación a la Ley de Ética Gubernamental.

## Primeros años y educación
Luis Manuel Irizarry Pabón nació el 12 de noviembre del 1958 en Ponce, Puerto Rico. Sus padres fueron Félix Irizarry y Carmen Lydia Pabón. Irizarry Pabón se graduó del Recinto de Ciencias Médicas de la Universidad de Puerto Rico con un título de doctor en medicina.

## Carrera política
Irizarry Pabón fungió como médico internista antes de ser electo como alcalde de Ponce en noviembre del 2021. También sirvió como legislador municipal, donde fue portavoz del Partido Popular Democrático. Consiguió una victoria en contra del Partido Nuevo Progresista y su alcaldesa incumbente para ese momento María Meléndez, Irizarry Pabón juramento el  13 de enero del 2021.
Finalizadas las elecciones del 2020 los resultados mostraron que Irizarry Pabón había recibido 28,728 votos (62%) mientras que la incumbente alcaldesa María Meléndez Altieri obtuvo 12,314  votos (26.6%). El remanente de votos fue dividido entre los partidos MVC y PIP.

### Suspensión y acusaciones de corrupción
El 1 de noviembre de 2023 Irizarry Pabón fue suspendido del cargo luego de que se encontrara causa para arresto en su contra por cuatro cargos presentados por la Oficina del Panel del Fiscal Especial Independiente (OPFEI). Al alcalde suspendido se le imputan violaciones al Artículo 4.2 de la Ley de Ética Gubernamental y el Artículo 251 del Código Penal por presunto enriquecimiento injustificado. La OPFEI alega que Irizarry Pabón solicitó dinero a directores y empleados de confianza para pagar un préstamo personal de $50,000 que utilizó para su campaña electoral de 2020.
A pesar de las alegaciones en su contra, Irizarry Pabón siguió adelante con su campaña para la reelección como alcalde en las elecciones de 2024 y fue certificado por el Partido Popular Democrático como candidato único para la alcaldía. Posteriormente, Irizarry Pabón retiro su candidatura tras no recibir el apoyo del presidente del partido Jesús Manuel Ortiz ni de su comité central. La alcaldesa interina, Marlese Sifre asumió la candidatura.

## Familia y vida personal
Irizarry Pabón está casado con Miyady Velázquez. El matrimonio comparte cuatro hijos: Alma, Luis Manuel, María Isabel y Yaniel.

## Historial electoral
| Elección | Cargo                         | Partido | Partido | Votos  | %     | Posición | Resultado |
| -------- | ----------------------------- | ------- | ------- | ------ | ----- | -------- | --------- |
| 2008     | Legislador municipal de Ponce |         | PPD     | 30,674 | -     | 15.º     | Electo    |
| 2012     | Legislador municipal de Ponce |         | PPD     | 33,115 | -     | 14.º     | Reelecto  |
| 2016     | Legislador municipal de Ponce |         | PPD     | 22,426 | -     | 14.º     | Reelecto  |
| 2020     | Alcalde de Ponce              |         | PPD     | 30,117 | 61.77 | 1.º      | Electo    |